# Скрантън
Скрантън (на английски: Scranton) е град в САЩ, административен център на окръг Лакауана, щата Пенсилвания.
Населението на града е 77 605 души (по приблизителна оценка от 2017 г.), което го нарежда на 6-о място в щата след Филаделфия, Питсбърг, Алънтаун, Ери и Рединг.

## В попкултурата
В Скрантън се намира местният клон на фиктивната компания за хартия „Дъндър Мифлин“ от сериала „Офисът“ на NBC.

## Побратимени градове
Скрантън е побратимен с:
- Балина, Ирландия
- Гуардия Ломбарди, Италия
- Балаково, Русия
- Търнава, Словакия
- Перуджа, Италия
- Сан Марино, Сан Марино
- Карония, Италия

## Личности
Родени в града
- Джо Байдън (р. 1942), американски политик, 46-ти президент на САЩ (2021 - 2025)